# Wimbledon-mesterskaberne 2008
Wimbledon-mesterskaberne 2008 blev afholdt mellem 23. juni og 6. juli i London og var en Grand Slam-turnering i tennis på græs. Det var 132. gang turneringen blev afholdt. Roger Federer, som havde vundet herresingleturneringen i de fem foregående år, var førsteseedet. Årets French Open-vinder Ana Ivanović var seedet som nummer et i damesingle. 
Caroline Wozniacki, der var seedet som nummer 31, var eneste danske deltager i hovedturneringen. Hun blev slået ud i 3. runde af 2.-seedede Jelena Janković efter en tæt kamp i tre sæt: 6-2, 4-6, 2-6.

## Herresingle

### Kvartfinaler
| Dato         | Vinder            | Taber                | Resultat                | Sæt |
| ------------ | ----------------- | -------------------- | ----------------------- | --- |
| 2. juli      | Roger Federer (1) | Mario Ancic          | 6-1, 7-5, 6-4           | 3-0 |
| 2. juli      | Marat Safin       | Feliciano Lopez (31) | 3-6, 7-5, 7-6, 6-3      | 3-1 |
| 2. – 3. juli | Rainer Schüttler  | Arnaud Clement       | 6-3, 5-7, 7-6, 6-7, 8-6 | 3-2 |
| 2. juli      | Rafael Nadal (2)  | Andy Murray (12)     | 6-3, 6-2, 6-4           | 3-0 |

### Semifinaler
| Dato    | Spillere                            | Resultat      | Sæt |
| ------- | ----------------------------------- | ------------- | --- |
| 4. juli | Roger Federer (1) – Marat Safin     | 6-3, 7-6, 6-4 | 3-0 |
| 4. juli | Rafael Nadal (2) – Rainer Schüttler | 6-1, 7-6, 6-4 | 3-0 |

### Finale
| Dato    | Spillere                             | Resultat                | Sæt |
| ------- | ------------------------------------ | ----------------------- | --- |
| 6. juli | Rafael Nadal (2) – Roger Federer (1) | 6-4, 6-4, 6-7, 6-7, 9-7 | 3-2 |

- Finalen var den længste herresinglefinale nogensinde: 4 timer 48 minutter (afgjort kl. 21:16 lokal tid).

## Damesingle

### Kvartfinaler
| Dato    | Vinder                | Taber                    | Resultat      | Sæt |
| ------- | --------------------- | ------------------------ | ------------- | --- |
| 1. juli | Jie Zheng             | Nicole Vaidisova (18)    | 6-2, 5-7, 6-1 | 2-1 |
| 1. juli | Serena Williams (6)   | Agnieszka Radwanska (14) | 6-0, 6-4      | 2-0 |
| 1. juli | Jelena Dementjeva (5) | Nadia Petrova (21)       | 6-1, 6-7, 6-3 | 2-1 |
| 1. juli | Venus Williams (7)    | Tamarine Tanasugarn      | 6-4, 6-3      | 2-0 |

### Semifinaler
| Dato    | Vinder              | Taber                 | Resultat | Sæt |
| ------- | ------------------- | --------------------- | -------- | --- |
| 3. juli | Serena Williams (6) | Jie Zheng             | 6-2, 7-6 | 2-0 |
| 3. juli | Venus Williams (7)  | Jelena Dementjeva (5) | 6-1, 7-6 | 2-0 |

### Finale
| Dato    | Spillere                                 | Resultat | Sæt |
| ------- | ---------------------------------------- | -------- | --- |
| 5. juli | Venus Williams (6) – Serena Williams (7) | 7-5, 6-4 | 2-0 |